# Nasa (musikgrupp)
Nasa, svensk syntgrupp verksam från mitten av 1980-talet, som bestod av Patrik Henzel, Martin Thors och Jonas Zachrisson. Henzel och Thors bildade senare även gruppen Henzel & Thors som i början av 1990-talet hade en hit med låten "Sov gott".
Bandet började få uppmärksamhet 1983 då de medverkade med låten Nattens drömmar på soundtracket till "G - som i gemenskap".
Gruppen fick aldrig några topplistplaceringar men klättrade högt på tracks-listan och släppte ett antal singlar. De fick dock en liten kommersiell hit med låten "The Bird" (bandets bäst säljande singel) precis innan de lade av.
Jonas Zachrisson avled under våren 2019 och Patrik Henzel under sommaren 2020, båda i cancer.

## Diskografi (i urval)

### Album
- 1985 – Power of the century
- 1986 – In the mist of time (LP), 1991 (CD)
- 1998 – Echoes down the hall, Samlingsskiva
- 1999 – Remembering the future

### Singlar
- Paula, 1985 #8
- Stockholmssommar, 1985 #15
- Point of view, 1985 #14
- Take off your clothes, 1986 #15
- Gigolette, 1987
- Eyesight lost (yeah), 1987
- The Bird/Elstree, 1987 #8
- Another Shot, 1991
- Back to square one, 1998
- Nexterday, 1999